# Johann Kraml
Johann Kraml (* 25. November 1951 in Obergahleiten, Oberösterreich) ist ein ehemaliges Mitglied zum österreichischen Bundesrat (SPÖ).
Nach dem Besuch der Volks- und Hauptschule absolvierte er von 1967 bis 1970 die Berufsschule und erlernte den Bäckerberuf, für den er auch die Meisterprüfung ablegte.
Kraml war von 1977 bis 1992 Bezirksparteisekretär der SPÖ Rohrbach in Oberösterreich und ist geschäftsführender Gesellschafter der Easy Druck- und Grafikservice GesmbH seit 1992. Ortsparteivorsitzender der SPÖ Rohrbach wurde er 1978 und ist seit 1992 Bezirksparteivorsitzender der SPÖ Rohrbach.
Johann Kraml war vom 31. März 1993 bis 16. April 2012 Mitglied zum österreichischen Bundesrat.

## Auszeichnungen
- 2002: Großes Silbernes Ehrenzeichen für Verdienste um die Republik Österreich[1]
- 2013: Großes Ehrenzeichen des Landes Oberösterreich